# The Hardy Boyz
The Hardy Boyz, ofte kaldet The Hardys, er et professionel wrestling tag team, bestående af brødrene Jeff og Matt Hardy. De har været tag team mestre i (WWE, All Star Wrestling, The Crash, MCW Pro Wrestling, OMEGA Championship Wrestling, TNA, Ring Of Honor og Wrestling Superstar), de er regerende RAW Tag Team Champions i WWE, som de skrev kontrakt med 2 dage før Wrestlemania 33.
De begyndte først at slutte sig sammen i 1993 i independent promotions i North Carolina, hvor de startede med at vinde VM-2000 Tag Team Championship i VM-2000, og grundlagde Organization of Modern Extreme Grappling Arts, hvor de afholdt OMEGA Tag Team Championship. De har begge underskrevet kontrakter med World Wrestling Federation (WWF, nu WWE) i 1998. I 2000 blev de mødt af Lita, og trioen blev til Team Xtreme.